# Chilly Friday
Chilly Friday er et rockband fra Grønland. Det blev grundlagt på en fredag i år 2000 og fik sit navn af den grund. Bandet kommer fra Nuuk, men har i øjeblikket base i København. Bandet kalder sin musik for "rock fra den store hvide perle" med reference til hjemlandet.
Bandet har til dato udgivet syv albums. Nogle af albumtitlerne og sangene er på grønlandsk, men bandet synger også på engelsk. Albummet M/S Kalaallit Nunaat synges dog udelukkende på grønlandsk. Albummet Tribute fra 2005 indeholder grønlandske hyldestsange til hjemmestyret fra 1970'erne og 1980'erne.

## Medlemmer
- Malik Kleist, sanger
- Henrik Møller Jensen, bas
- Alex Andersen, trommer
- Angunnguaq Larsen, guitar

## Diskografi
- Inuiaat 2000 (2000)
- Saamimmiit Talerpianut (2001)
- Remix (2001)
- Eskimo Weekend – soundtrack (2002)
- Arctic Horizons – Arctic Winther Games (2002)
- Tribute (2004)
- M/S Kalaallit Nunaat (2005)

## Eksterne links
- Chilly Fridays hjemmeside Arkiveret 14. maj 2008 hos  Wayback Machine